# Ilūkste
Ilūkste (litvánul: Alūksta, németül: Illuxt) kisváros Lettországban, Daugavpils vonzáskörzetében.

## Fekvése
Ilūkste a litván határ közelében, Rigától 204 km-re délkeletre található.

## Lakossága
A 2004-es adatok szerint a város lakosságának 62,2%-a lett, 19,5%-a orosz, 3,2%-a fehérorosz, 11%-a lengyel, a fennmaradó 4,1% pedig egyéb nemzetiségű.

## Története
Ilūkstét először egy 1559-ben kelt feljegyzés említi, mint Kasper Sieberg gróf birtokát.[forrás?] A település 1917-ben kapott városi jogokat.

## Gazdasági élet, közlekedés

### Közlekedés
A belföldi távolsági közlekedést autóbusszal bonyolítják le. Ilūkstét közvetlen autóbuszjáratok kötik össze Daugavpilsszel. A városnak nincs vasúti összeköttetése.

## Kultúra, oktatás
Ilūkste első latin nyelvű iskoláját 1596-ban nyitották meg. 1910-ben intézet alakult a településen orosz tanárok részére. A lett nyelvű iskola 1927-ben kezdte működését, melynek megnyitóján Rainis lett költő és író, akkoriban kulturális miniszter is részt vett.